# Заводское (Чуйская область)
Заводское (кирг. Заводской) — село в Московском районе Чуйской области Кыргызстана. Входит в состав Петровского аильного округа. Код СОАТЕ — 41708 217 824 02 0.

## География
Село расположено к югу от Большого Чуйского канала, на расстоянии приблизительно 4 километров (по прямой) к западу от села Беловодское, административного центра района. Абсолютная высота — 772 метра над уровнем моря.

## Население
| год     | 2009 | 2014 | 2015 |
| ------- | ---- | ---- | ---- |
| человек | 964  | 578  | 590  |